# Is (fødevare)
 For alternative betydninger, se IS.
Is er en frossen dessert. Der skelnes mellem flødeis, der laves på basis af mælk eller fløde, og sorbet, der laves af frugtsaft og sirup. Blandingen omrøres under frysningen for at forhindre, at store iskrystaller formes.
Traditionelt lavede man is ved at placere beholderen med isblandingen i en blanding af knust is og salt – saltet tillader flydende vand at opnå en temperatur der er lavere end vandets frysepunkt.
Almindelige ingredienser i is er bl.a. mælk, fløde, sukker, æg, fedtstof, frugt, kakao eller chokolade, kaffe etc. Softice er en type blød, halvfrossen flødeis.

## Historie
Isens oprindelse er uvis. Som verdens ældste is regnes den ret, en kejser af Tang-dynastiet i Kina fik serveret i 600-tallet, bestående af sammenrørt mælk, mel og kamfer, nedkølet ved hjælp af is. I 825 fik barnekejseren Jing Zong en nedkølet ret af mælk, ris og kamfer. Kejser Nero fik serveret sne fra bjergene, blandet med frugt - altså en sorbet. 
Den moderne is blev opfundet i Italien, muligvis inspireret af opskrifter, som Marco Polo hjembragte fra Kina. Nogle kilder tilskriver dens udbredelse midt i 1500-tallet til Caterina de' Medici og hendes kok Ruggeri, som hun tog med til Frankrig, da hun blev gift.
Før Carl von Linde opfandt fryseren i 1870, var is et luksusprodukt, da frossent vand skulle skæres ud af søer om vinteren og gemmes.

## Industriis
Industriis laves af ingredienser som mælk, fløde, mælkepulver, sukker, glukosesirup, koncentreret frugtsaft, farvestoffer, stabilisatorer og aromastoffer.
Industrielt fremstillet is skal i reglen distribueres gennem supermarkedernes systemer. Det stiller krav om et stabilt produkt, som holder kvaliteten i hele holdbarhedsperioden.